# Plukenetia procumbens
Plukenetia procumbens är en törelväxtart som beskrevs av David Prain. Plukenetia procumbens ingår i släktet Plukenetia och familjen törelväxter.
Artens utbredningsområde är Angola. Inga underarter finns listade i Catalogue of Life.